# Гринфельд, Абрам Исаакович
Абрам Исаакович Гринфельд (1866, Кишинёв, Бессарабская область — после 1926) — русский врач-дерматовенеролог, учёный-медик (клиницист и фармаколог), переводчик научной литературы, редактор и издатель.

## Биография
Родился в 1866 году в Кишинёве в семье занятого в торговле зерном и хлебом купца первой гильдии Исаака (Срула-Ицека) Вольфовича Гринфельда (1836 — после 1900), уроженца Брод и австрийского подданного, и Хаи-Ривки Иосифовны Блюменфельд (1842—1914), заключивших брак в Кишинёве в 1863 году. Внук казённого раввина Кишинёва Иосифа Гершковича Блюменфельда. Одесская контора зерноторговой фирмы отца располагалась в доме Пурица на Дерибасовской улице (угол Ришельевской).
В 1880 году закончил курс Кишинёвской прогимназии, затем Вторую кишинёвскую гимназию для мальчиков. Будучи студентом девятого семестра Императорского Дерптского университета в 1889 году, подал прошение о принятии его в русское подданство. Прошение обосновывалось рождением в Российской империи (где уже его отец жил с детства), разрешением его отцу торговли по первой гильдии и заслугами дяди Михаила Осиповича Блюменфельда, который служил военным хирургом во время русско-турецкой войны 1877—1878 года и был удостоен орденов Святого Владимира 4 степени, Святой Анны 3 степени и Святого Станислава 2 степени. Заключение Лифляндского губернатора, направленное вместе с прошением в Департамент общих дел Министерства внутренних дел, было отрицательным, так как «на основании 992 ст IX T. Св. Зак. о сост. изд. 1876 г. иностранцы из евреев не могут быть приняты в подданство России, а т. к. Гринфельд еврей, то его ходатайство не заслуживает уважения». Однако, решение губернатора было отклонено 12 ноября 1889 года, когда Командующий Императорскою главной квартирой по канцелярии для принятия прошений на Высочайшее имя приносимых направил в канцелярию губернатора ответ: «Государь Император, в 12 день сего ноября 1889 г., Всемилостивейше повелеть соизволил: Австрийского подданного, из евреев, студента Императорского Дерптского университета Авраама Исаакова Гринфельда принять ныне же в подданство России».
В 1892 году окончил медицинский факультет Императорского Дерптского университета. Защитил диссертацию доктора медицины в Фармакологическом институте (где служил ассистентом ещё с 1888 года) Дерптского университета под руководством директора института, профессора Рудольфа Кольберта, после чего был оставлен первым ассистентом этого института и продолжил научную деятельность в области клинической фармакологии. Занимался разработкой высокоусвояемых препаратов железа и их использованием для лечения и профилактики железодефицитной анемии, других видов малокровия, клиническим использованием препаратов спорыньи. Переводил специализированную литературу с немецкого языка. Результатом работы в Фармакологическом институте и специализации в области сифилитических и накожных болезней стала публикация монографий «General-Register Zum Archiv für Dermatologie und Syphilis Einschliesslich Die Ergaenzungshefte: Jahrgang I—XXV; 1869—1893» (Вена—Лейпциг, 1894. — 390 с.) и «Уход за кожей и её придатками с указанием необходимых фармакотерапевтических средств: косметика для практикующих врачей» (СПб, 1895. — 218 с.).
В 1895—1899 годах работал вольнопрактикующим врачом, ординатором еврейском больницы в Ростове-на-Дону; жил с женой Ривкой Гринфельд (1875—?) в доме Рысса на углу Николаевского переулка и Рождественской улицы. В результате работы в лепрозории собрал материал и опубликовал труды по использованию серотерапии для лечения проказы и эпидемиологическое исследование «Проказа в Области Войска Донского и меры борьбы с нею» (1897—1898).
С 1900 года и до конца жизни работал в Одессе — сначала вольнопракрикующим врачом со специализацией в области кожных и венерических болезней, потом клиницистом в различных медицинских учреждениях города. Заведующий Женской кожной и венерической амбулаторией Одесской городской больницы. Одновременно в 1901 году стал одним из организаторов лечебницы для кожных и мочеполовых больных с хирургическим отделением врача Л. Г. Гольда, д-ра медицины А. И. Гринфельда и врачей Г. М. Назарова и И. А. Тырмоса, а в 1905 году — лечебницы для приходящих c постоянными кроватями А. И. Гринфельда и Г. М. Назарова. Принимал пациентов в доме № 2 по Екатерининской улице на углу Екатерининской площади (четырёхэтажный дом князя Гагарина был выстроен в 1901—1903 годах по проекту архитекторов Х. Г. Бейтельсбахера и М. Г. Рейнгерца), а после выхода А. И. Гринфельда на пенсию в 1926 году в квартире № 16 этого дома оставался кабинет его сына — патолога и бактериолога А. А. Гринфельда, и сестры — женщины-врача (1908) Фанни Исааковны Гринфельд (1881—?), которая тоже специализировалась в дерматологии. Здесь же располагалась редакция издаваемого А. И. Гринфельдом журнала «Терапевтическое обозрение» (1908—1915). Журнал выходил 2 раза в месяц и помимо редактора-издателя доктора Гринфельда членами редакции среди прочих были старший врач Еврейской больницы Иезекииль Натанович (Константин Николаевич) Пуриц (1859—?) и хирург Иван Фёдорович Сабанеев. Под редакцией А. И. Гринфельда выходила также Библиотека журнала «Терапевтическое обозрение», под эгидой которой публиковались научные и практические монографии по различным областям медицины.
Научные труды посвящены вопросам фармакотерапии кожных и венерических заболеваний, в том числе сифилиса и лепры, препаратам сальварсан и Мергал (смесь холатной соли оксида ртути и танната альбумина) — эти работы помимо русских изданий были опубликованы в «Deutsche Medizinische Zeitschriften», «Archiv für Dermatologie und Syphilis», «Deutsche Medizinische Wochenschrift» и других немецких журналах. Занимался переводами медицинской литературы (в том числе опубликовал огромное число русских научных трудов в немецких переводах), публиковался в журналах «Терапевтическое обозрение», «Общественно-санитарное обозрение», «Русский архив патологии, клинической медицины и бактериологии», газетах «Медицина», «Практикующий врач», «Южно-русской медицинской газете», но главным образом — в немецких медицинских журналах (нем. A. J. Grünfeld).

## Семья
- Брат — Пётр (Пинхус) Исаакович Гринфельд (1877 — после 1939), выпускник юридического факультета Юрьевского университета, присяжный поверенный в Кишинёве, социал-демократ, в 1900—1907 годах участвовал в деятельности Бунда в Кишинёве, Одессе, Киеве, в 1904 году был делегирован на Бернскую конференцию Бунда, 7 января 1905 года был арестован на нелегальном собрании в Одессе и привлечён к дознанию, в 1917 году был выдвинут кандидатом в депутаты Учредительного Собрания по спискам РСДРП(о)[23]; был женат на Надежде Гринфельд, одной из двух женщин-депутатов «Сфатул Цэрий». Все братья А. И. Гринберга — Вениамин, Пётр и Иосиф-Лейб (1876, зубной врач) — добились принятия в российское подданство 7 июля 1901 года на основании того, что был принят сначала их старший брат (1889), а после развода с мужем в 1900 году и мать (как русская подданная по рождению)[24]. У него были также сёстры Бейла-Рухля (1864), Ента-Яхид (Яхед-Гита, 1868), Дора (Двойра-Гися, 1873), Фаня (1881).
- Двоюродные братья — филолог-латинист Михаил Моисеевич Гринфельд и поэт Александр Самсонович Гингер. Ещё один двоюродный брат Сергей Михайлович Блюменфельд (1874—1947) был хирургом-ординатором морского госпиталя, его клиника по мочеполовым, кожным, венерическим, гинекологическим и хирургическим болезням (Лечебница Блюменфельда) во Владивостоке располагалась на Пушкинской улице (№№ 17—19, где он и жил, 1907—1920); в 1926 году уехал в Китай, работал хирургом Центральной больницы КВЖД, с 1927 года в Шанхае, где и умер[25][26].
- Мужем его сестры был архитектор Ц. Г. Гингер, мужем тёти — главный редактор газеты «Право» И. В. Гессен.

## Публикации
- Современный взгляд на спорынью / Соч. Д-ра мед. А. И. Гринфельда, первого ассистента Фармакологического института в Дерпте. С предисловием проф. д-ра R. Kobert'а, директора Фармакологического института Императорского Дерптского института. СПб: К. Л. Риккер, 1892. — 32 с.
- Р. Ф. Коберт. Об ассимилируемых препаратах железа: Доклад, сделанный в научном заседании Медицинского факультета в Дерпте 15 ноября 1891 года проф. д-ром R. Kobert. Пер. статьи, появившейся на немецком языке в «St. Petersburger medicinische Wochenschrift» 1891 г. Дерпт: типография Г. Лакмана, 1892. — 8 с.
- Мерк Э., химическая фабрика и аптека (Дармштадт, Германия). Годовой отчёт за 1892 год: о новых средствах в области фармакотерапии и фармации / Е. Мерк. Дармштадт. Пер. с нем. д-ра мед. А. И. Гринфельда, первого ассистента Фармакологического института Дерптского университета. Дерпт: типография Г. Лакмана, 1892. — 106 с.
- Мерк Э., химическая фабрика и аптека (Дармштадт, Германия). Годовой отчёт за 1893 год: о новых средствах в области фармакотерапии и фармации / Е. Мерк. Дармштадт. Пер. с нем. д-ра мед. А. И. Гринфельда, первого ассистента Фармакологического института Дерптского университета. Дерпт: типография Г. Лакмана, 1893. — 128 с.
- О двух новых препаратах железа: haemol и haemogallol — Kobert: Составлено по новейшим работам проф. Kobert'а и его учеников / Д-р мед. А. И. Гринфельд (Первый ассистент Фармакологического института в Дерпте). СПб: Губернская типография, 1893. — 10 с.
- Р. Ф. Коберт. Железо в диэтетическом отношении: Перевод статьи, помещённой в журнале «Deutsche medicinische Wochenschrift» 1894 г., № 28 и 29, д-ра мед. А. И. Гринфельда / Соч. Проф. Р. Коберта, директора Фармакологического института Императорского Юрьевского университета. Кишинёв: типография Ф. В. Грузинцева, 1894. — 16 с.
- A. J. Grünfeld. General-Register Zum Archiv für Dermatologie und Syphilis Einschliesslich Die Ergaenzungshefte: Jahrgang I—XXV; 1869—1893. Wien und Leipzig, 1894. — 390 s.[27]
- Уход за кожей и её придатками с указанием необходимых фармакотерапевтических средств: Косметика для практикующих врачей / Сост. д-р мед. А. И. Гринфельд, бывший первый ассистент Фармакологического института проф. R. Kobert'а в Юрьеве, д-р мед. Ф. Ф. Спичка, приват-доцент Императорского королевского Пражского университета. СПб К. Л. Риккер, 1895. — 218 с.
- Проказа в Области Войска Донского и меры борьбы с нею: Предварительное сообщение, сделанное в учредительном собрании проектируемого «Обществва для борьбы с проказой в Области Войска Донского» 3 ноября 1896 года / Соч. Д-ра мед. А. И. Гринфельда. СПб: тип. Е. А. Евдокимова, 1897. — 20 с.
- Проказа в Области Войска Донского и применение серотерапии при лепре / Соч. Д-ра мед. А. И. Гринфельда. СПб: К. Л. Риккер, 1898. — 26 с.
- Устав Лечебницы для кожных и мочеполовых больных с хирургическим отделением А. Г. Гольда, А. И. Гринфельда, Г. М. Назарова и И. А. Тырмоса: Утверждён 7 окт. 1901 г. Одесса, 1902. — 9 с.
- Устав лечебницы для приходящих c постоянными кроватями А. И. Гринфельда и Г. М. Назарова. Одесса: Тип. Брат. Кульберга, 1905. — 7 с.
- Современное состояние вопроса о лечении сифилиса mergal'ом / Д-р А. И. Гринфельд, заведующий Женской кожной и венерической амбулаторией Одесской городской больницы. СПб: тип. Первой Санкт-Петербургской трудовой артели, 1908. — 16 с.
- Леопольд Левенфельд. О половом воздержании / Изд., пер. и оригин. ст. под ред. д-ра мед. А. И. Гринфельда. Предисловие А. И. Гринфельд. Выпуск 2. Одесса: типография газеты «Одесские новости», 1908. — 40 с.
- Половая жизнь и воспитание / М. Хотцен. Издание переводных и оригинальных статей / Под ред. д-ра мед. А. И. Гринфельда. Вып. 1. Одесса: типография газеты «Одесские новости», 1908. — 47 с.
- Наблюдения над действием сальварсана и опыт применения его в земской практике (Выдержка из доклада, прочитанного в заседании Общества одесских врачей 22 октября 1911 года и в заседании Одесского дерматологического и венерологического общества 2 ноября 1911 года / Д-р мед. А. И. Гринфельд (Одесса). Одесса, 1912. — 28 с.